# Thria decaryi
Thria decaryi là một loài bướm đêm trong họ Noctuidae.